# Régi Műcsarnok

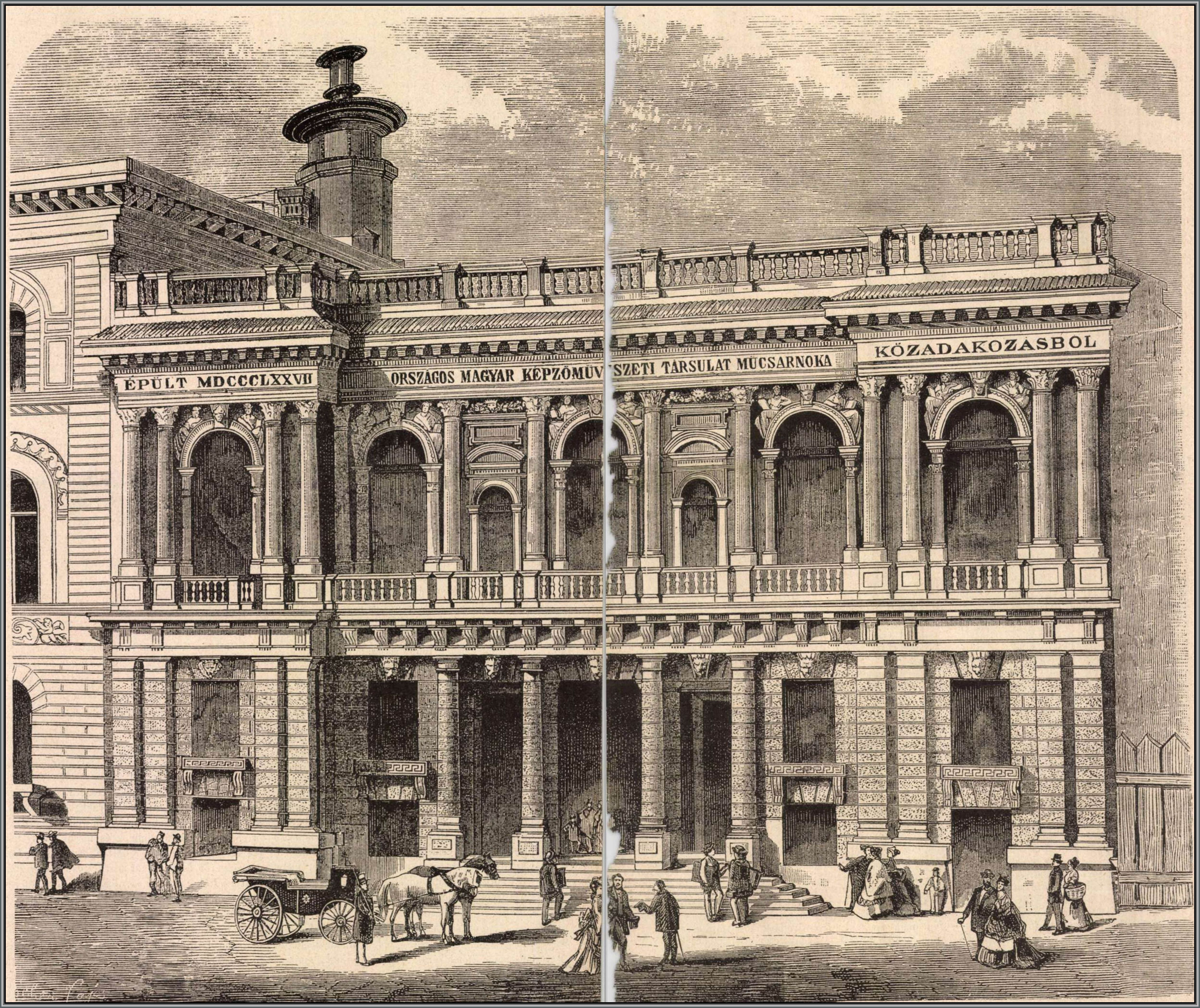
A Vasárnapi Ujság 1875-ös rajzán

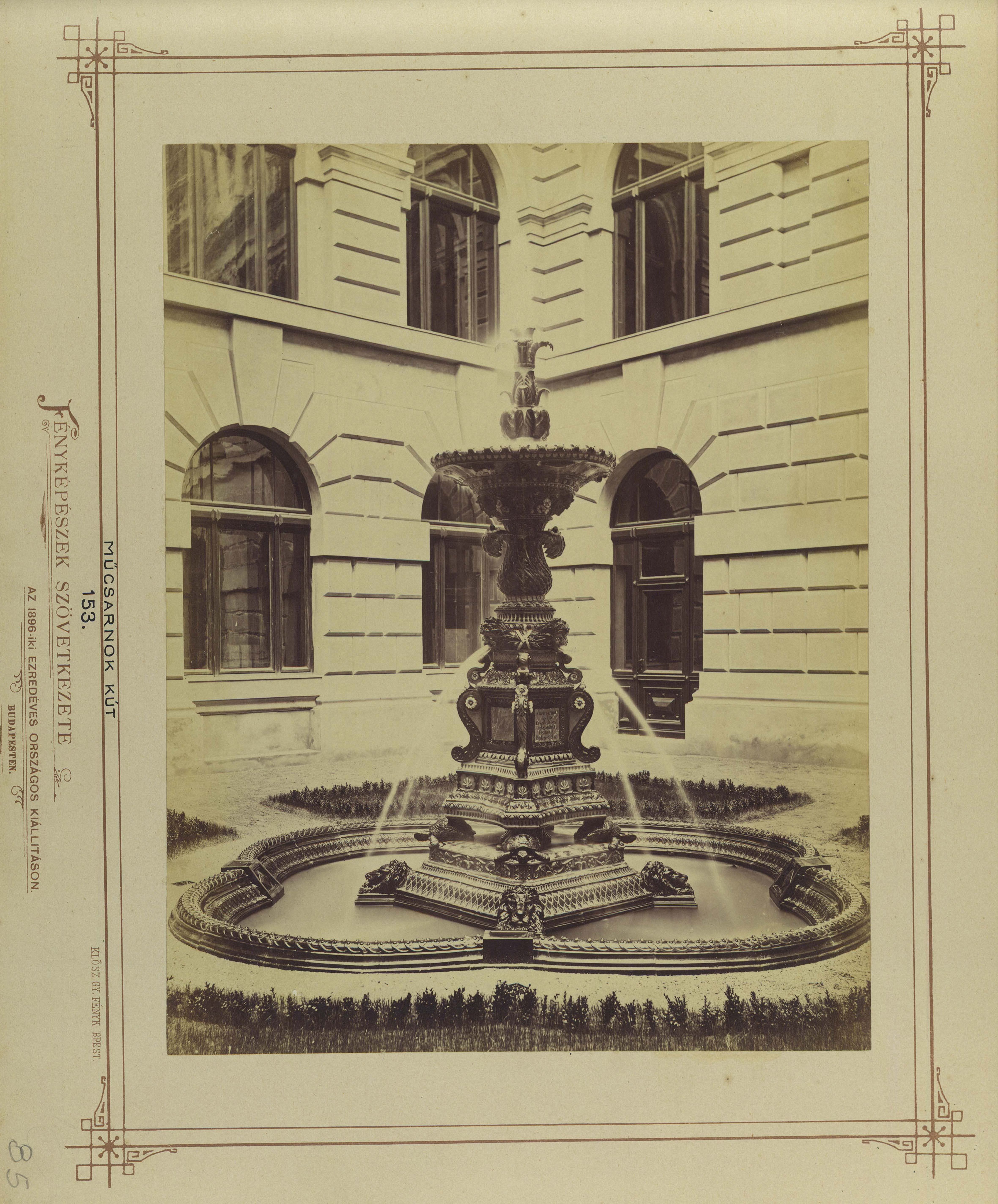
Az egykori majolika díszkút

A Régi Műcsarnok a Magyar Képzőművészeti Egyetem egyik műemléki épülete, az Andrássy út 69. alatt álló palota.

## Története
Budapest egyesítése 1873 után világhírű Sugárút egyik legszebb épületét eredetileg Műcsarnok néven a Magyar Képzőművészeti Társulat emeltette, azzal a céllal, hogy – a párizsi szalonok mintájára – Budapesten is tudjanak nagy képzőművészeti kiállításokat rendezni. 1877-ben készült el Láng Adolf itáliai reneszánsz stílusban, a veronai Palazzo Bevilacqua mintájára tervezett „Műcsarnok”. Első két évtizede alatt több ezer festményt, szobrot és grafikát mutattak be a közönségnek. 1882-ben itt volt először látható Munkácsy Mihály: Krisztus Pilátus előtt című festménye, s itt volt az Iparművészeti Múzeum első kiállítása is. Az 1896-os millenniumi ünnepségekre megépült az „új” Műcsarnok a Régi Műcsarnok pedig az elit művészet helyett a szórakoztatóipart szolgálta tovább: Plasticon néven megnyílt a viaszmúzeum, 1907-ben pedig a Modern Színház Kabaré. Budapest ostroma, 1945 óta a Magyar Képzőművészeti Egyetem otthona, de volt múzeum, műterem, vásári látványosság, hivatal, színház. Azután a palota kiállítótereibe a szomszédos Mintarajziskola műtermei, az alagsorba, a kabaré helyére pedig az Állami Bábszínház költöztek.

## Leírása
„Sima lábazatú, homlokzata 1+5+1 tengelyes. Az 1-1 tengelyben helyezkedik el 1-1 téglalap alakú keményfa kapu, felette gyámköves könyöklő, meander díszítéssel. A kapu fölött, kváder rámában téglalap alakú ablak, s homlokkereten oroszlánfej van. A lábazaton állva, – az ajtó, s ablak két oldalán – 1-1 dupla, négyszögű, kváderköves féloszlop takarja a balusztrádot. A két ajtó most a Bábszínház bejárata. … A főbejáratot széles, 7 lépcsőfokon közelíthető meg. A homlokzat 5-ös osztása tagozódása: A középrész a főbejárat, két oldalán 1-1 mellékkapu és a szélén 1-1 ablakkal. Az 5-ös osztás falfelületén 4 fél és 2 negyed kváderes oszlop tagolja a nyílászárók közeit. A lépcső végénél középen két hengeres, mellette négyszög kváder oszlop tartja a végigfutó balusztrádot. A főkapu és a két mellékkapu is dúsan faragott, kétszárnyú, keményfából készült. A falfelület is kváderköves. A kapuk téglalap alakúak és mindegyik homlokzatát oroszlánfej díszíti. A lépcsősor U alapú és a legfelső lépcsőfoknál elhelyezett négy oszlop lábazatában 1-1 fekete márványtábla található a következő felirattal: Szépművészeti Alapítvány – Műemlék, épült 1877-ben. Tervezte Láng Adolf. - Magyar Képzőművészeti Főiskola. Andrássy út 69. A homlokzat nemes anyaggal buroklt. Az első emeleti is 1+5+1 tengelyes. A földszinti oszlopok fölött, mintegy folytatólagosan, korinthoszi oszlopok láthatók. Az 1+1-es részben, széles, ívelt ajtó található, melynek két oldalán kecses kompozit oszlop tart egy széles ívet és a zárókő egy női fejet ábrázol. Az ívenként oldalt 1-1 ülő alak foglal helyet. Az ajtó előtt álerkély van, melyet balusztrád határol. Az 5-ös osztásban három ugyanilyen ablak, szimmetrikus elosztásban, közöttük 2 ívelt ablak van szupraportával. Az ajtók és ablakok között a fent említett korinthoszi oszlopok tartják a metopét, amely az egész fronton átvonul, s fölötte látható a koronázó párkány, gyámokkal alátámasztva. Az 5-ös osztás ajtó és ablaksora előtt erkély vonul végig, balusztráddal. A metopén az egész homlokzaton végighúzódó felirat látható: Épült MDCCCLXXVII. Az Országos Magyar Képzőművészeti Társulat műcsarnoka közadakozásból.
A fogas főpárkány fölött, az egész fronton végighúzódik, mint egy korona, 1+5+1 elosztásban a záró balusztrád, helyenként megszakítva baluszterekkel.
Az épületbe lépve szép lépcsőház tarul elénk. Színes, márvány, dór oszlopfőkre támaszkodó, ovális római keresztboltozat uralja a teret, majd folytatódik az előcsarnok síkboltozatában.
A kupolán a festészet, szobrászat, építészet, rajz, rézöntészet, műipar és műtörténet allegorikus ábrázolása látható, az előcsarnokban az Összhang, a Szépség, a Valóság, és Képzelet alakja és a többi figurális alak ami az épületben van, Lotz Károly kezeműve. Kéler Napóleon építészt a folyosókon és az emeleti termekben a díszes mennyezeti stukkók dicsérik. Marhenke szobrász az előcsarnok, lépcsőház és a kupola frízeit és a díszítő motívumok bőven aranyozott munkáját végezte. Az ívzugok alakjainak Fessler Leó a mestere.”

A 19. században a belső udvart egy majolika díszkút – Fischer Mór porcelángyáros ajándéka ékesítette. Az épületbelső legszebb látványossága, a 2013-ban restaurált Lotz Károly-szekkók.

## Bibliográfia
- Végváry Mária: Adalékok a külső Terézváros történetéhez, 1998 a varosvedo.hu-n